# Icone russe

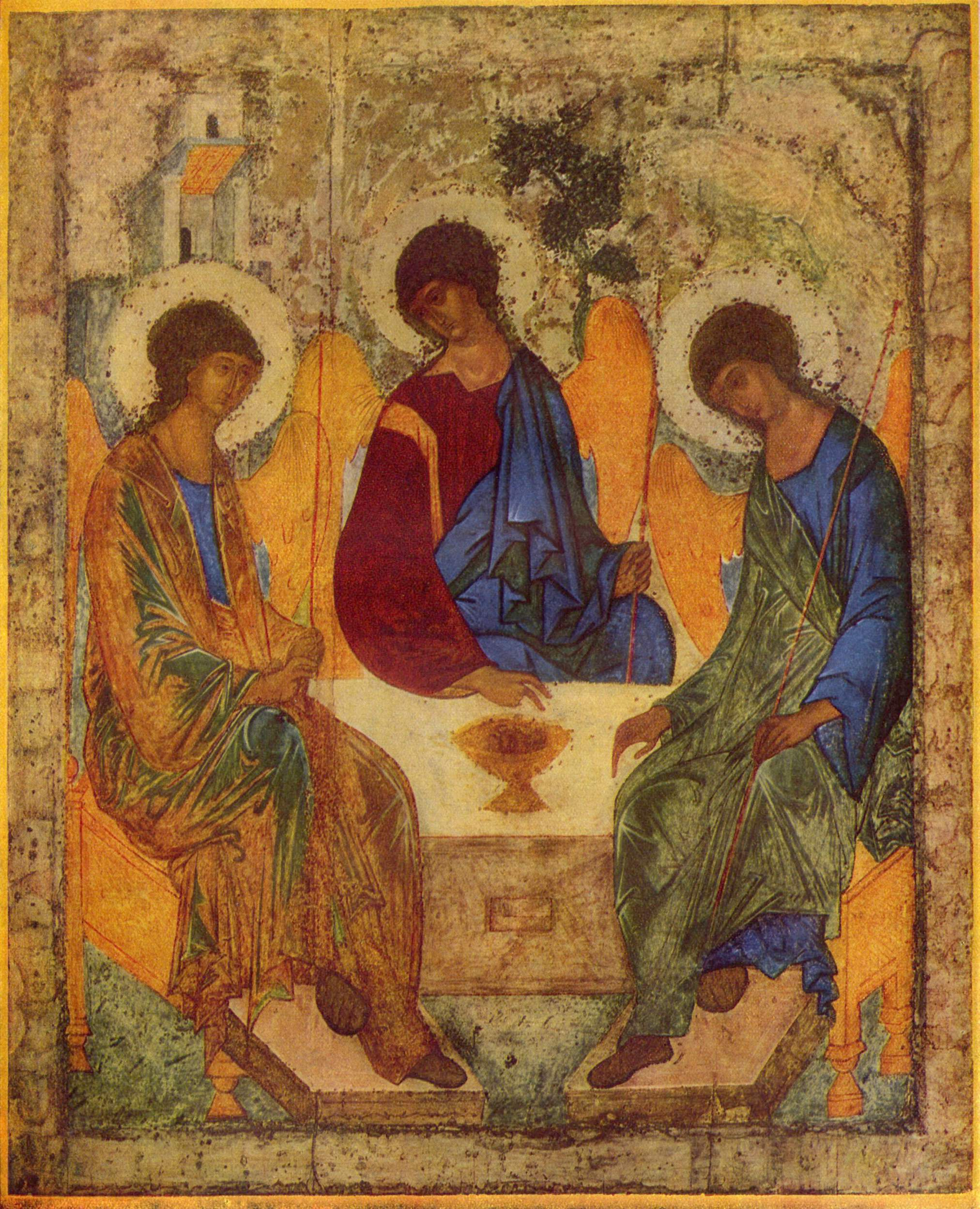
La Sacrosantissima Trinità- Andrei Rublev, 1400ca

La manifattura e diffusione delle icone in Russia ebbero inizio con l'entità monarchica detta Rus' di Kiev, alla quale seguì nel 988 la conversione del popolo russo alla cristianità ortodossa.
Come regola generale, l'iconografia di questo periodo seguì fedelmente regole e generi propri e ammessi dall'arte bizantina, il cui centro principale era la capitale Costantinopoli. Con il trascorrere del tempo, la varietà di stili e di tipologie artistiche si ampliarono in modo non irrilevante anche in Russia, ma molto meno di quanto accadde nel resto del mondo .Soltanto nel XVII secolo, l'arte religiosa russa fu influenzata dai dipinti e dalle incisioni dell'Europa cattolica e protestante in misura tale da interrompere questa tendenza. La riforma liturgica e religiosa (comprensiva del fenomeno artistico) voluta dal patriarca Nikon degenerò in uno scisma in seno alla Chiesa Ortodossa: fra i fedeli al nuovo corso imposto dalla neocostituita Chiesa di Stato russa, ed i tradizionalisti soprannominati "Vecchi credenti" che furono perseguitati mentre continuavano a tramandare le antiche usanze stilistiche dell'iconografia nazionale.

A partire da quel periodo le icone russe iniziarono ad essere dipinte non soltanto secondo la modalità tradizionale stilizzata, caratterizzata dalla ieraticità di figure bidimensionali statiche e semplici, ma da una rappresentazione più naturalistica o più umana dei soggetti con l'introduzione della terza dimensione e del senso della profondità, mediante tecniche di prospettiva e un sapiente uso delle tonalità e dei contrasti cromatici, con una nuova ricchezza di dettagli e particolari. Rispetto alla tradizione dell'europea continentale, il nudo non giunse mai nell'arte sacra né riguardo all'uomo creato in genere né tantomeno a immagini di santi e di angeli. Icone di questo periodo storico sono conservate e visibili sia nelle Chiese Ortodosse che nelle Chiese cattoliche sui iuris di alcuni riti.
Solitamente le icone russe sono pitture su tavola di dimensioni relativamente piccole, sebbene nelle chiese e nei monasteri si possano trovare icone considerevolmente più grandi. Molte icone russe furono realizzate in rame., un materiale economicamente accessibile, per durata e aspetto visivo in parte simile all'oro delle icone presenti nelle Chiese e monasteri, dove il punto di collocazione dell'opera e la preziosità della materia prima prescelta marcavano l'importanza e la sacralità del contenuto religioso rappresentato. In modo simile, numerose abitazioni private russe riservavano una parete cui erano appese le icone sacre (il Krasnyj ugol), per fini di preghiera e di culto.
Intorno all'iconografia russa esiste una storia ricca di contenuti e di simbolismi religiosi. Generalmente, nelle Chiese russe la navata e il santuario sono separati da un'iconostasi (in russo ikonostas, иконостас), una parte adornata di icone sacre e con doppia porta d'ingresso.
In russo (pisat', писать) e in greco esiste una parola che significa sia "scrivere" sia "dipingere". Le icone svolgono un'importante funzione religiosa e sacra, negli edifici di culto così come nelle private dimore, e sono considerate una "traduzione" del Vangelo in pittura, che quanto meno fino al XVIII secolo (Caterina II, l'assolutismo illuminato) era mossa da un prevalente fine educativo verso una popolazione con un basso livello di scolarità, o del tutto analfabeta: pertanto all'artista era richiesto che l'opera fosse una fedele e accurata imitazione del reale narrato, al servizio della verità di fede.
L'acheropita (lett. in greco "non-fatta-da-mano- d'uomo") è un tipo di icona ritenuta miracolosa sia per l'origine dell'opera (in russo: явление, trasl. yavlenie, trad. "apparizione"), che per particolari grazie che alcuni fedeli ritengono di aver ricevuto in dono a seguito di una preghiera di intercessione pronunciata davanti all'immagine sacra..
Il calendario liturgico ortodosso, oltre ai santi, commemorava gli eventi religiosi di benedizione/consacrazione di alcune importanti icone e reliquie, e la festa della loro traslazione da un luogo di culto ad un altro mediante processione solenne.

## Storia
Alcune delle icone più venerate nella storia ortodossa sono legate alla memoria e fede collettiva delle guarigioni miracolose. Il loro nome deriva tanto dal soggetto rappresentato, quanto dalla città che le ospita e in cui ha avuto luogo l'evento: Vladimir, Odigitria, Kazan', Częstochowa, sono tutte immagini sacre di Maria Vergine, in genere chiamata dai cristiani ortodossi come la Theotókos.

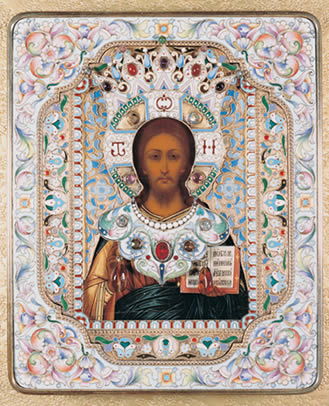
Icona del Cristo Pantokrator riza smaltata e impreziosita da aureole (in russo venec) e gorgiera (cata) (Museo e Galleria della Bob Jones University).

Andrej Rublëv (1360- inizi XV secolo) è stato il più illustre realizzatore russo di icone. Fu ufficialmente proclamato santo dal Patriarcato di Mosca nel 1988. La sua opera più importante e più famosa è l'icona della Trinità secondo l'Antico Testamento (Old Testament Trinity).
I russi di frequente commissionano agli artisti la realizzazione di icone per uso privato come un regalo di battesimo o di nozze, oppure per devozione domestica. Spesso la rappresentazione del santo, debitamente in primo piano dell'immagine sacra, è personalizzata con l'incisione del nome del committente e dei suoi famigliari; l'icona è tradizionalmente rivestita di una "cornice" protettiva metallica (in russo риза, riza), che spesso è anch'essa incisa con temi decorativi ma a carattere religioso, e quindi parte integrante e complementare dell'opera d'arte. Il metallo può essere dorato o argentato, a volte smaltato, filigranato, o incastonato con pietre e perle artificiali, semipreziose o preziose.
Maria Vergine è il soggetto tematico delle icone russe, per il quale esiste la maggiore varietà di forme e di stili. Le icone mariane sono spesso riproduzioni di altrettante immagini ritenute miracolose, mentre molto più rare sono le raffigurazioni di Gesù associate a poteri taumaturgici. Tuttavia, come per le icone storiche citate in precedenza, la Madonna col Bambino è il soggetto tradizionale più frequente nell'iconografia mariana (come nelle icone "Kaluga", "Dal volto severo" "Gerondissa", "Bogoljubovo", "Vilna", "Scioglitrice dei cuori duri", "Delle sette spade"), cui seguono il tema della nascita di Maria e dell'Annunciazione.
Poiché per lungo tempo le icone russe dovettero rispettare rigide regole artistiche dettate dall'ortodossia, che le rendevano essenzialmente copie di un ristretto numero di opere sacre, diversamente dall'arte della cristianità occidentale, l'arte sacra Ortodossa non sviluppò mai più di tanto la personalità e la fama dei singli artisti, ragione per cui raramente le opere erano firmate, identificabili e oggetto di tentativi di attribuzione, se non da parte di alcune chiese orientali o di qualche storico dell'arte.
La pittura era considerata un'arte conservativa, da tramandare, e in particolare la manifattura di icone è stata ed è considerata un mestiere piuttosto che un'arte, in cui l'artista era visto come un "copista", uno "strumento" per riprodurre opere d'arte già esistenti. Ciò accadde sia in ragione della finalità religiosa dell'opera legata all'ortodossia, sia della presunta origine o "benedizione" soprannaturale di molte immagini sacre che finivano col prevalere sulle esigenze di libertà di espressione e di autoaffermazione dei singoli autori. Lo stesso artista generalmente accettava questo ruolo sociale di mediazione dell'arte tra Dio e i fedeli, e di essere o di essere considerato in questo modo un servitore della divinità. Anche per questi motivi, l'iconografia russa subì un rapido declino nel XIX e nel XX secolo con l'avvento della litografia su fogli di alluminio, che consentiva una riproduzione delle immagini sacre particolareggiata, su vasta scala e molto meno costosa delle opere fino ad allora ordinate agli artisti. Questa nuova tendenza non si è mai più arrestata.
Se l'artista generalmente non ricercava o rinunciava alla fama e alla ricchezza materiale, non si rendeva nemmeno necessario firmare le opere, che spesso erano realizzate da più mani successivamente nel tempo. Fanno eccezione a questa regola alcune opere del periodo tardivo, che riportano autore, data e luogo di creazione. Molte di queste datazioni hanno la peculiarità di seguire il sistema di datazione ortodosso rispetto alla creazione divina dell'universo, che secondo la religione ebbe luogo 5.509 anni prima della nascita di Gesù Cristo.

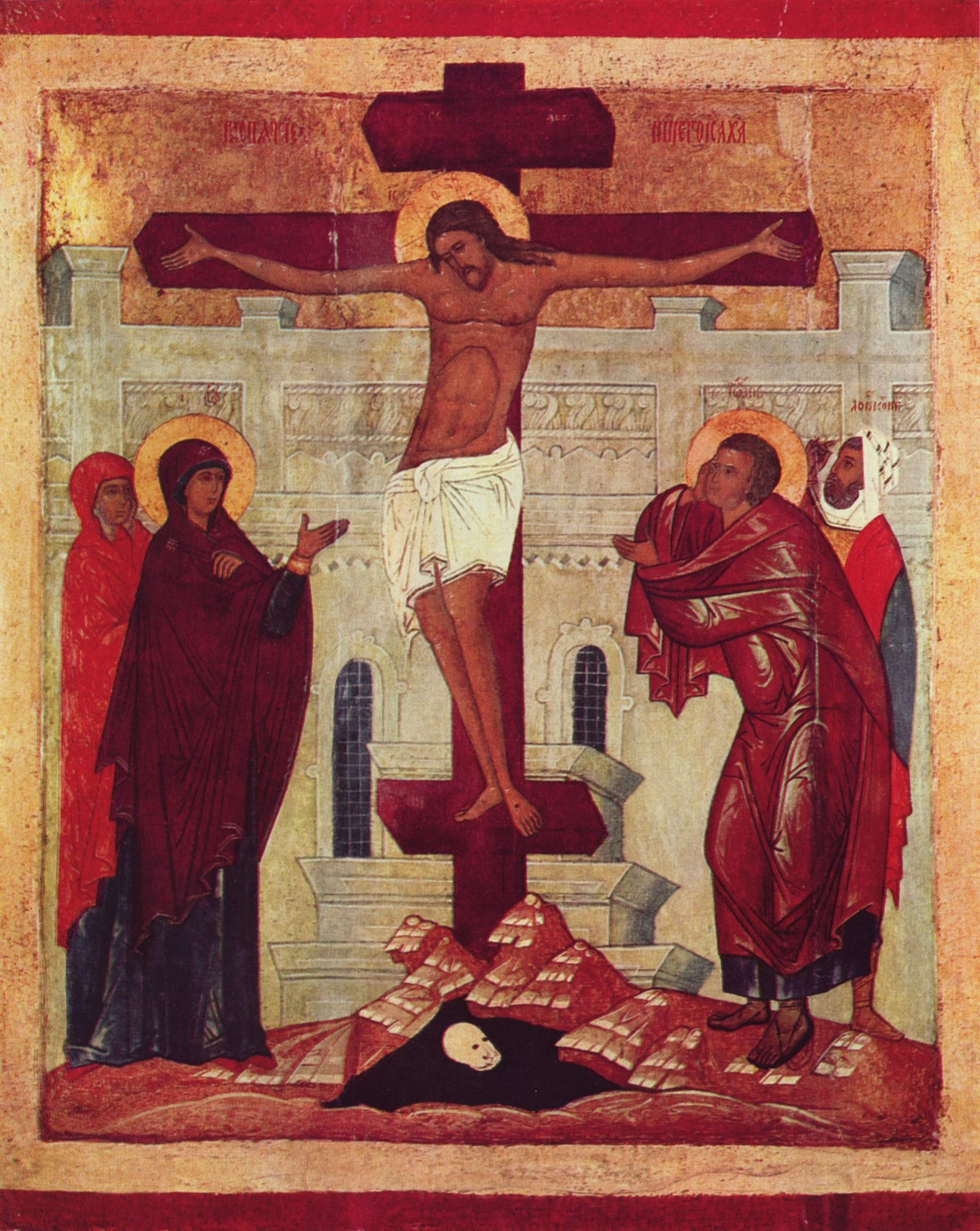
Icona della Crocifissione di Gesù, Scuola di Novgorod, 1360 ca (Museo del Louvre, Parigi).

Negli anni dell'Unione Sovietica comunista, i centri rurali che ospitavano i principali iconisti russi del tempo (Palech, Mstëra, e Khouly nell'Oblast' di Ivanovo) abbandonarono tecnica e soggetti dell'arte sacra tradizionale per concentrarsi sulla smaltatura-resinatura di tipo laquerware centrata su temi come fiabe o rappresentazioni non a carattere religioso. Dopo la riforma dei generi e dei modelli dell'arte tradizionale introdotta dalla Chiesa di Stato del patriarca Nikon, a metà degli anni '20 ebbe luogo una seconda transizione politica che portò l'arte russa da un contenuto religioso ad un contenuto secolare, caratterizzato dall'uso di materiali nuovi e propri, inadatti al recupero di un contesto sacro: l'impiego della cartapesta,  o la tecnica delle lacche russe, affermata nelle miniature di Palech, esempio di artigianato popolare russo.
Contestualmente all'abbandono di nuove produzioni artistiche sacre, alla distruzione degli edifici religiosi e alla repressione della libertà di culto sotto i regimi dittatoriali di Lenin e Stalin, numerose icone andarono distrutte oppure vendute all'estero da parte di emissari governativi. Altre furono nascoste oppure trafugate all'estero, per risparmiarle da un peggiore destino (ma anche come raro e ricercato bene rifugio di facoltosi collezionisti privati a cavallo dei due conflitti mondiali). 

Dopo la caduta del comunismo, un certo numero di iconisti riprese la propria attività, operando secondo stili propri per una clientela variegata del mercato interno ed internazionale. Le icone più antiche furono di nuove esposte, ovvero riportate in patria dai territori di oltreoceano.
Fra la fine del XIX e l'inizio del XX secolo, il mercato delle icone russe si allargò al di fuori della sfera della fede ortodossa, per giungere ai collezionisti privati, che le acquistavano quale testimonianza della storia russa, segnando un ritorno della produzione allo stile antecedente la riforma di Nikon. Alcune di queste copie, lavorate particolarmente bene, furono vendute al valore degli originali, sia ai Vecchi credenti che ai collezionisti.

## Tecniche pittoriche e collezionismo
La maggior parte delle icone russe è stata realizzata con la tecnica della pittura a tempera su massello di legno, oppure su tela incorniciata in massello di legno. La foglia d'oro è il materiale spesso impiegato per riprodurre l'aureola di angeli e santi, e per come colore dello sfondo. Talora era sostituito da argento pitturato con gommalacca, mentre altre sono prive di qualsiasi doratura, con eventuali aggiunte di stagno, bronzo e argento al contorno esterno (detti riza, o oklad).
Non appena la pittura era asciutta, le immagini erano regolarmente trattate con un riporto di olio siccativo, visibile ad occhio in numerose icone.
Le icone erano realizzate su speciali pannelli in legno giuntati a coda di rondine sul lato posteriore, per evitare la deformazione durante il tempo di essiccazione della pittura, e per garantire l'integrità strutturale dell'opera nei decenni successivi. Dopo il 1890 la diffusione di nuovi materiali rese obsoleta questa tecnica per icone di dimensioni medio-piccole, mentre rimane attuale per quelle più grandi.

## Età, autenticità, contraffazioni

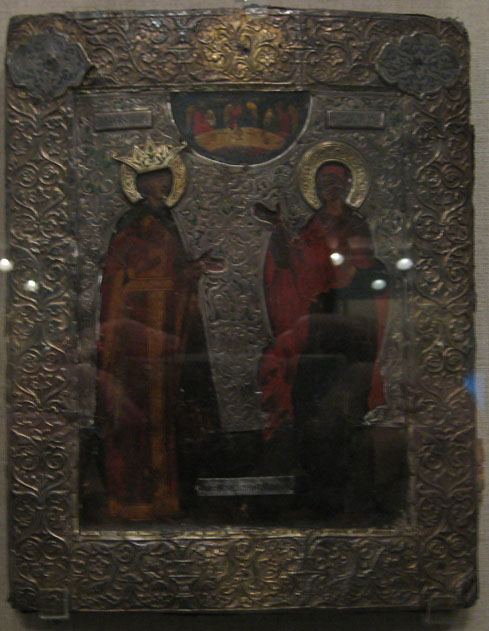
Icona di santa Caterina d'Alessandria e di santa Parascheva di Iaşi (greco Παρασκευή trasl. Paraskeuē, it. Parascève) (XVI secolo, Pskov).

Negli anni '90 sono state realizzate numerose icone immesse nel mercato dell'arte come pseudo-antiche, datate fra la fine del XIX e l'inizio del XX secolo, alcuni con una tecnica abilissima ad opera di maestranze particolarmente abili nel creare opere in stile anticato, di un certo pregio e valore artistico, ma non pari a simili opere di epoche precedenti.
Un altro problema non secondario è il discernimento artistico fra le opere veramente antiche, e altre "riproduzioni" del XX° secolo, in alcuni casi realizzate con un maggiore grado di maestranza. Con la crescente domanda e quotazioni delle ultimi decadi del XX secolo, alcune icone popolari del XIX° secolo sono rilavorate dalle maestranze, in modo tale da sembrare risalenti al periodo del pannello ligneo.

## Aspetti legali
La legge russa vieta l'esportazione di icone realizzate più di un secolo addietro. Qualsiasi icona deve viaggiare unitamente a un certificato del Ministero dei Beni Culturali della federazione russa, che indichi l'età dell'icona. Esiste una via di contrabbando tramite i Paesi Baltici, talora favorita da una certificazione erronea dell'età dell'opera.
Dopo il crollo dell'Unione Sovietica, molte icone ritornarono nel suolo russo, riacquistate da musei statali, da collezionisti privati, oppure donate come la Madonna di Kazan' che papa Giovanni Paolo II restituì alla Chiesa Ortodossa russa.